# Sibonga
Sibonga est une municipalité de la province de Cebu, au centre-est de l'île de Cebu, aux Philippines.

## Généralités
Elle est entourée des municipalités de Argao au sud, Carcar au nord, Dumanjug-Barili à l'ouest, et du détroit de Cebu (reliant la mer de Bohol et la mer des Camotes) à l'est.
Elle est administrativement constituée de 25 barangays (quartiers/districts/villages) :
- Abugon
- Bae
- Bagacay
- Bahay
- Banlot
- Basak
- Bato
- Cagay
- Can-aga
- Candaguit
- Cantolaroy
- Dugoan
- Guimbangco-an
- Lamacan
- Libo
- Lindogon
- Magcagong
- Manatad
- Mangyan
- Papan
- Poblacion
- Sabang
- Sayao
- Simala
- Tubod

Sa population en 2019 est d'environ 55 000 habitants.